# Vladislavský sál
Vladislavský sál je největší slavnostní prostor středověké části Pražského hradu, součást Starého královského paláce. Byl postaven za kralování Vladislava Jagellonského, po němž je pojmenován, architektem Benediktem Rejtem a představuje jednu z předních ukázek české pozdní, vladislavské gotiky. V minulosti sloužil jako místo korunovačních hostin českých panovníků a dokonce se zde konaly jezdecké rytířské turnaje na koních apod. Dnes je sál využíván pro reprezentační shromáždění o státních svátcích, slavnostní zasedání Parlamentu, vystavení korunovačních klenotů a podobně, roku 2019 také ke komerčním účelům.

## Historie

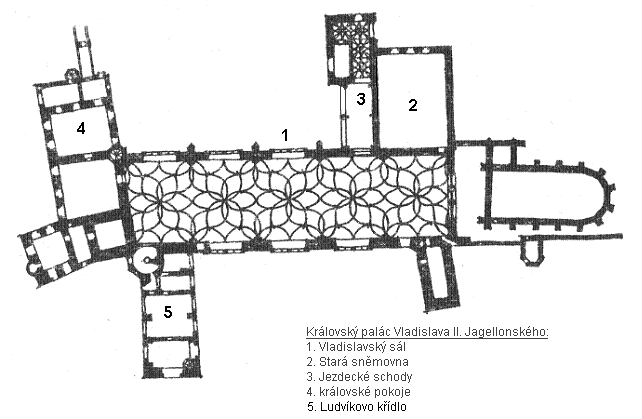
Půdorys Starého královského paláce

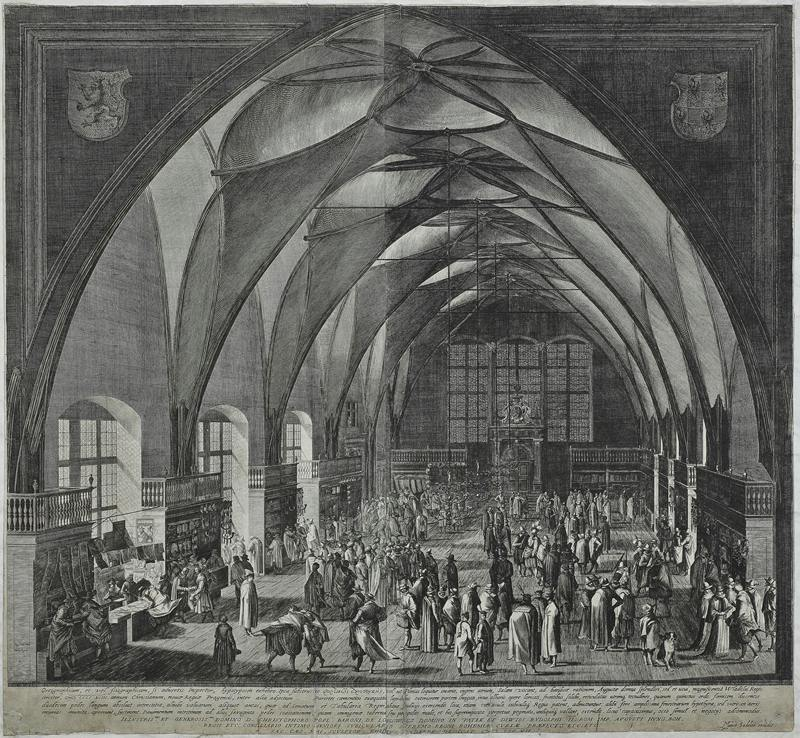
Vladislavský sál na počátku XVII. století

Vladislavský sál vznikl v letech 1490 až 1502 pod vedením architekta Benedikta Rieda (Rejta) a stavebně se zachoval v původní podobě. Navzdory rozšířenému mínění nesloužil jako sněmovní sál (sněmy se konaly v přilehlé Staré sněmovně), nýbrž spíše jako komunikační prostor. Byl však rovněž využíván pro pořádání šlechtických zábav (turnaje, tanec, divadelní představení) a od korunovace Karla VI. roku 1723 se zde pořádaly korunovační hostiny (dříve rovněž konané ve Staré sněmovně). Ve Vladislavském sále se v roce 1791 konala průmyslová výstava a od roku 1918 slouží pro nejvýznamnější státní slavnosti, volbu prezidenta republiky a podobně.
V červnu 2019 se zde poprvé v historii konala komerční akce; sál byl pronajat francouzské luxusní oděvní značce Louis Vuitton. Ta za prostory, ve kterých uspořádala galavečeři, zaplatila 15,5 milionů korun. Pronájem vyvolal kontroverze, zda se má sál spjatý s českou identitou pronajímat k soukromým firemním akcím. Správa pražského hradu se hájila tím, že jde o značku, která je značně spjata s kulturním dědictvím.

## Popis
Pozdně gotický obdélný sál o rozměrech 62 × 16 m s bohatou krouženou klenbou v pěti polích (výška 13 m) a renesančními pravoúhlými okny. Vznikl spojením několika starších prostor na místě, kde bývaly sněmovní sály patrně už od Vratislava II. (zčásti jsou zachovány v podzemí). Ve své době šlo o největší světský klenutý sál na světě.
Na jižní straně je sál lemován kamenným balkonem s krásnou vyhlídkou na město, z jihozápadního rohu sálu je přístup do České kanceláře (tzv. Ludvíkovo křídlo, vystupující z jižní fronty Hradu). Na severní straně je menší sál Staré sněmovny a Jezdecké schodiště, přímý vstup do sálu z Jiřského náměstí před bazilikou sv. Jiří. Na východní straně k sálu přiléhá kostel Všech svatých, na jehož kruchtu je ze sálu přímý vstup. Do sálu se dnes vstupuje pod balkonem na východní straně III. nádvoří, historický vstup byl Jezdeckým schodištěm.

## Archeologie
Vladislavský sál je rovněž cenným archeologickým prostorem; roku 2008–2009 zde provedl Archeologický ústav AV ČR Praha při rekonstrukcích podlah odkryvy, které odhalily množství archeologických nálezů. Mezi zvláště cenné patří doklady vysušených exotických rostlin z přelomu 16. a 17. století. U některých jde o první výskyt v Evropě v postkolumbovské době (podzemnice olejná) nebo ve Střední Evropě (kávovník). Nálezy pocházejí z klenebních zásypů, které sloužily v renesanci jako odlehčovací a izolační materiál.

## Galerie

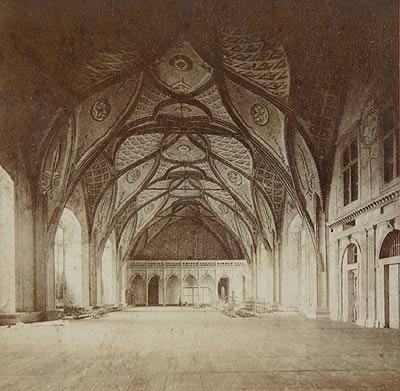
Vladislavský sál roku 1870
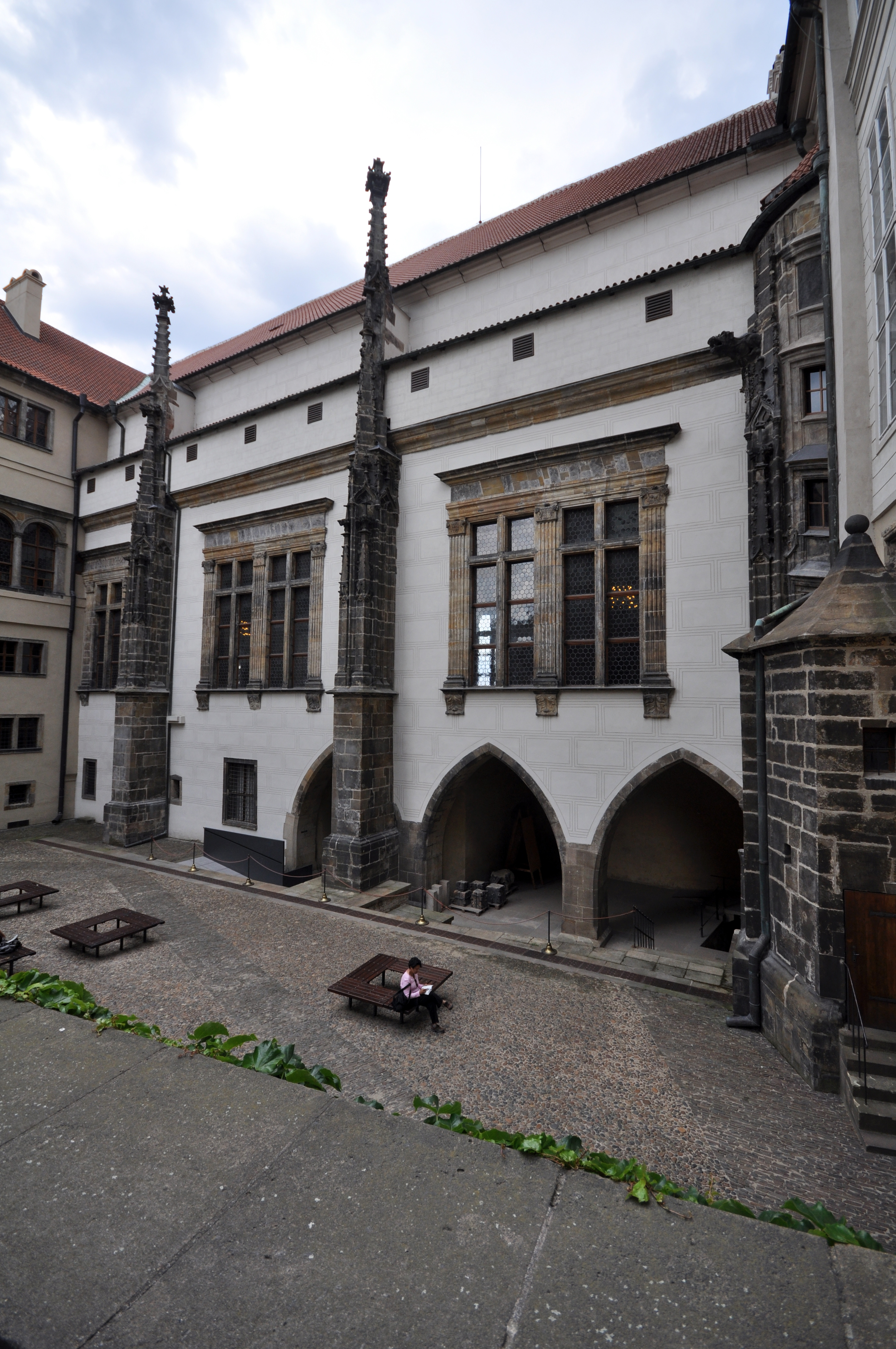
Vladislavský sál zvenčí
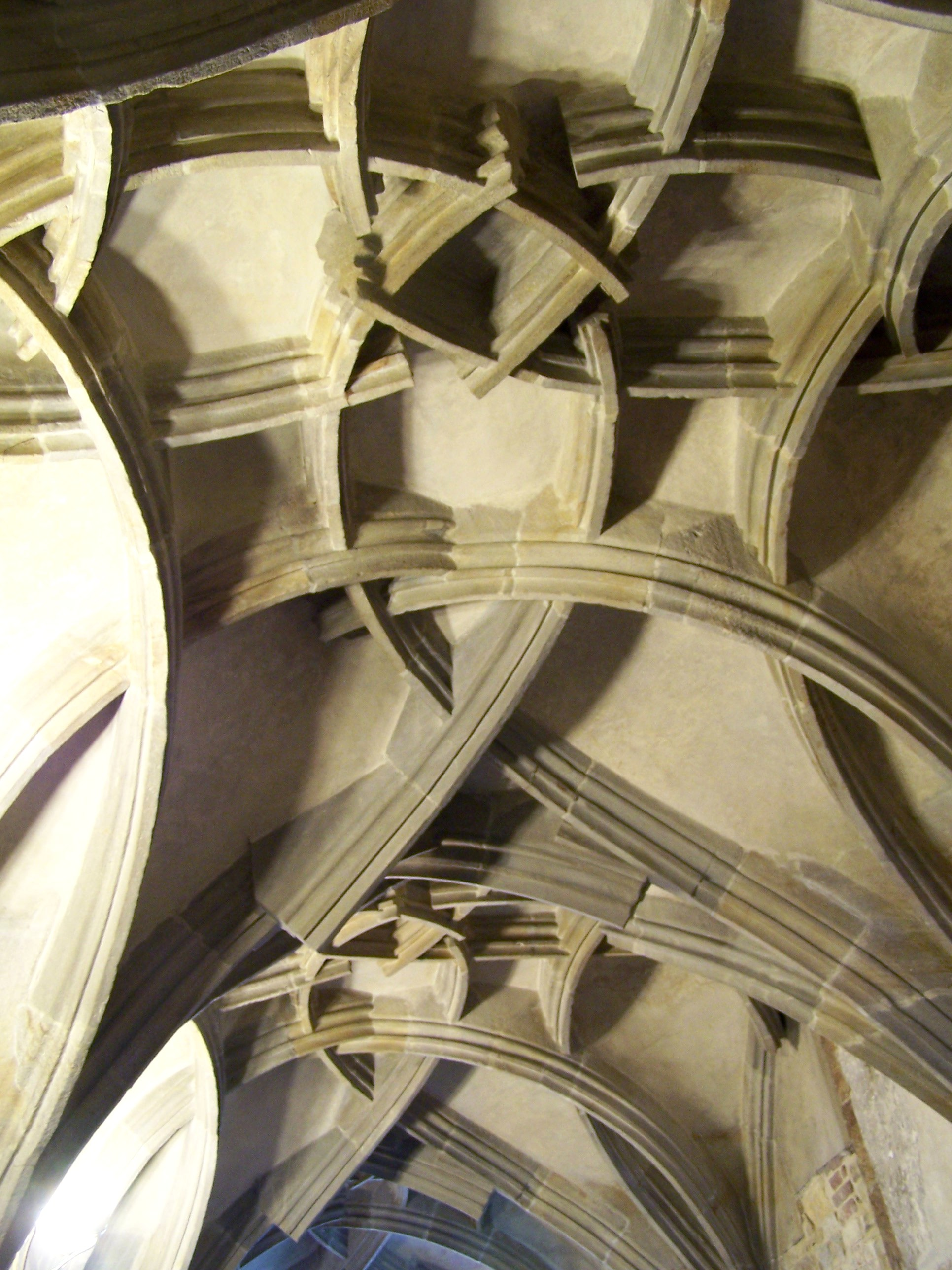
Detail klenby na Jezdeckém schodišti